# Okres Derecske
Okres Derecske (maďarsky Derecskei járás) se nachází v Maďarsku v župě Hajdú-Bihar. Jeho správním centrem je město Derecske.

## Sídla
V okrese se nachází celkem 13 měst a obcí:
| - Derecske - Esztár - Hajdúbagos - Hosszúpályi - Kismarja - Kokad - Konyár - Létavértes - Mikepércs - Monostorpályi - Pocsaj - Sáránd - Tépe |